# Государство Вьетнам
Государство Вьетнам (вьет. Quốc gia Việt Nam) — монархическое про-французское государство в Юго-Восточной Азии, существовавшее в 1949—1955 гг. (с 1949 по 1954 гг. в качестве члена французского союза, а в 1955 г. в качестве независимой страны) и претендовавшее на власть над всей территорией Вьетнама в 1949—1954 годах.
Государство было создано Францией в 1949 году как часть Французского Союза и получило международное признание в 1950 году. Главой государства стал бывший император Бао Дай. В 1954 году Нго Динь Зьем был назначен премьер-министром и после изгнания Бао Дая в 1955 году в результате референдума 1955 г. он стал президентом и провозгласил Республику Вьетнам.

## История

### Предыстория
До Второй мировой войны Вьетнам входил в состав колониальной единицы Индокитайский Союз: Кохинхина была французской колонией и находилась в ведении Министерства торговли и колоний, а Аннам и Тонкин — протекторатами, взаимоотношения с которыми осуществлялись по линии французского Министерства иностранных дел.
После Второй мировой войны 2 сентября 1945 года на всей вьетнамской территории коммунистами была самопровозглашена Демократическая Республика Вьетнам. 6 марта 1946 года в результате разработки соглашение Хо Ши Мина с французским дипломатом Жаном Сентени Франция признала независимость Демократической Республики Вьетнам в составе Индокитайского Союза. Франции было разрешено направить ограниченное количество войск в Северный Вьетнам для защиты там своих интересов, хотя все они должны были быть выведены в течение пяти лет. Париж также принял принцип единого Вьетнама, согласившись на плебисцит в Южном Вьетнаме, который позволил бы проголосовать за то, присоединится ли он к Северному Вьетнаму.
Французский верховный комиссар Индокитая Жорж Тьерри д’Аржанльё отказался разрешить обещанный плебисцит на юге. В прямом обращении к Парижу Хо возглавил делегацию во Францию. К тому времени, когда он прибыл, французское правительство пало, и прошло несколько недель, прежде чем было сформировано новое. На июньских выборах социалисты потеряли места, а коммунисты, находившиеся в правительстве, пытались продемонстрировать свой патриотизм. В результате на конференции в Фонтенбло Париж не пошёл на уступки вьетнамским националистам. Тем временем 2 июня 1946 г. Тьерри д’Аржанльё по собственной инициативе провозгласил независимость Южного Вьетнама как «Автономную Республику Кохинхина».
Действия д’Аржанльё явно нарушили соглашение Хо-Сентени и заставили вьетнамских лидеров почувствовать себя преданными. Хотя по этому поводу до сих пор существуют разногласия, Хо, вероятно, был националистом до того, как стал коммунистом, и, учитывая давние враждебные отношения Вьетнама с Китаем, он, безусловно, мог стать азиатским Тито. В сентябре Хо покинул Париж и предсказал скорое начало войны. 19 декабря 1946 года в Ханое после обстрела порта Хайфон французским крейсером «Сюффрен» по приказу д’Аржанльё в качестве демонстрации силы началась Индокитайская война.
Большинство французских лидеров полагали, что конфликт будет не более чем классической колониальной реконкистой, обеспечивающей безопасность населенных пунктов, а затем расширяющейся за пределы страны классическим методом нефтяного пятна (фр. tache d’huile) , который они так эффективно практиковали в Марокко и Алжире. Тем временем Вьетминь во главе с генералом Во Нгуен Зяпом неуклонно набирал силу и контролировал все новые и новые территории.
Французы владели большей частью Кохинхины, в значительной степени потому, что могущественные религиозные секты и буддисты противостояли Вьетминю. Французы также контролировали дельту Красной реки на севере вместе со столицей Ханоем. Но Вьетминь контролировал большую часть сельской местности, и территория, на которой они доминировали, со временем росла. Первоначально Вьетминь в основном ушёл в джунгли, чтобы обучать и обучать свои войска. Французы уделяли мало внимания и ресурсов усилиям по умиротворению, а их деспотичность оттолкнула многих вьетнамцев. По французскому плану Вьетминь в конце концов устал бы от своего дела и сдался бы. Но французам так никогда и не удалось реализовать свой план таким образом.
В октябре 1947 года французы начали операцию «Léa». В нём участвовало около 15 000 человек, и он проводился в течение трех недель и был посвящён почти исключительно захвату Хо Ши Мина и руководства Вьетминя и уничтожению их основных боевых частей. В «Léa» участвовало 17 французских батальонов, и, хотя ему удалось захватить Тхайнгуен и некоторые другие города, контролируемые Вьетмином, ему не удалось ни захватить руководство Вьетминь, ни уничтожить основные коммунистические подразделения. Это также показало нехватку французских ресурсов в Индокитае. Войска участвующие в «Léa» были крайне необходимы в других местах, и их использование в операции открыло большую часть сельской местности для проникновения Вьетминя.
К 1948 году Франция пришла к выводу, что нужно создать политическую альтернативу государству коммунистов. Для данных целей французы пытались опереться на вьетнамских националистов. Проблема в создании «государства Вьетнам от французов» для вьетнамских националистов заключалась в том, что государство Вьетнам так и не было создано по-настоящему. Французы продолжали контролировать все его институты, а обещанная армия так и не материализовалась. Франция просто взяла завербованных солдат и приняла их в свой Экспедиционный корпус, которым командовали французские офицеры. По сути, у вьетнамцев было только два выбора: либо присоединиться к Вьетминю, либо к французам. Поэтому французы вытеснили вьетнамских националистов в лагерь Вьетминя.
В июне 1946 года французский верховный комиссар Индокитая адмирал Жорж Тьерри д’Аржанлье создал Автономную республику Кохинхина в качестве средства ограничения власти Вьетминя и призвал Бао Дая стать её главой. Без энтузиазма Бао Дай вместо этого призвал к реальной независимости Вьетнама. Эмиль Болларт, сменивший д’Аржанлье, продолжал призывать Бао Дая вернуться во Вьетнам в качестве главы государства.
Вместо того, чтобы вступить в диалог с Вьетминем, Болларт обратился к Бао Даю, который тогда находился в изгнании в Гонконге, и подписал с ним предварительное соглашение в заливе Халонг 7 декабря 1947 года, чтобы успокоить своих сторонников-националистов. Это соглашение было официально оформлено на второй встрече в бухте Халонг 5 июня 1948 года, на которой Вьетнаму должна была быть предоставлена четко очерченная независимость в качестве ассоциированного государства в рамках Французского Союза.
27 мая 1948 года было создано Временное центральное правительство Вьетнама, которое возглавил президент Кохинхины Нгуен Ван Суан.
После подписания Елисейских соглашений с президентом Франции Венсаном Ориолем 8 марта 1949 года Бао Дай стал главой государства, несколько неохотно. 14 июля 1949 года Кохинхина, Аннам и Тонкин объединились в Государство Вьетнам. Государство Вьетнам, ставшее теперь ассоциированным государством во Французском Союзе, получило официальное признание 29 января 1950 года, когда Елисейские соглашения были ратифицированы Национальным собранием Франции.

### Государство Вьетнам
Под давлением французов главой Государства Вьетнам стал бывший император Бао Дай, однако вскоре он вернулся во Францию и принимал во вьетнамской политике лишь ограниченное участие. Правительство Государства Вьетнам возглавляли Нгуен Фан Лонг, Чан Ван Хыу, Нгуен Ван Там, Фам Быу Лок, Фан Хюи Куат, Нго Динь Зьем. Государственная политика была ориентирована на поддержку Франции в Индокитайской войне.
Тем временем военная обстановка складывалась неблагоприятно для французов и их союзников, и в 1954 году состоялась Женевская конференция.
В соответствии с решениями конференции, Вьетнам был временно разделён на две части по 17-й параллели (где создавалась демилитаризованная зона), с перегруппировкой Вьетнамской народной армии на север и сил Французского Союза на юг. В июле 1955 года в обеих частях Вьетнама должны были быть проведены свободные выборы с целью определения будущего политического режима и воссоединения страны.

### Разделение Вьетнама и образование Республики Вьетнам
В соответствии с решениями конференции, Вьетнам был временно разделён на две части по 17-й параллели (где создавалась демилитаризованная зона), с перегруппировкой Вьетнамской народной армии на север и сил Французского Союза на юг. В июле 1955 года в обеих частях Вьетнама должны были быть проведены свободные выборы с целью определения будущего политического режима и воссоединения страны.
Премьер-министр Нго Динь Зьем начал строить планы по свержению Бао Дая. Он назначил на 23 октября 1955 года референдум, имевший целью определить будущую форму правления в стране, и фактически «вытолкнул» Бао Дая с политической сцены, несмотря на попытки бывшего императора сорвать референдум. В период до голосования агитация за Бао Дая фактически была запрещена, в то время как избирательная кампания Нго Динь Зьема была сосредоточена на личных выпадах против Бао Дая. В результате референдума в Государстве Вьетнам оно было преобразовано в Республику Вьетнам.

## Комментарии
1. ↑  Де Моор и Весселинг называют этот метод tache d'huile и переводят его как «нефтяное пятно»[1]. Ангстрем и Виден приписывают tache d'huile как «нефтяное пятно» стратегии французского генерала Тома Робера Бюжо в Алжире, в соответствии с которой колониальные силы постепенно расширяли свои завоевания с укреплённых баз[2].